# Ясены (Черновицкая область)
Ясены (укр. Ясени) — село в Сторожинецкой городской общине Черновицкого района Черновицкой области Украины.
Население по переписи 2001 года составляло 593 человека. Почтовый индекс — 59012. Телефонный код — 3735. Код КОАТУУ — 7324585502.

## История
В 1946 г. Указом ПВС УССР село Кабены переименовано в Ясены.
До 2020 года входило в Сторожинецкий район